# 피에르 오귀스트 코트
피에르 오귀스트 코트(프랑스어: Pierre Auguste Cot, 1837년 2월 17일~1883년 8월 2일)는 아카데미 고전주의 화파의 프랑스 화가이다.

## 생애 및 경력

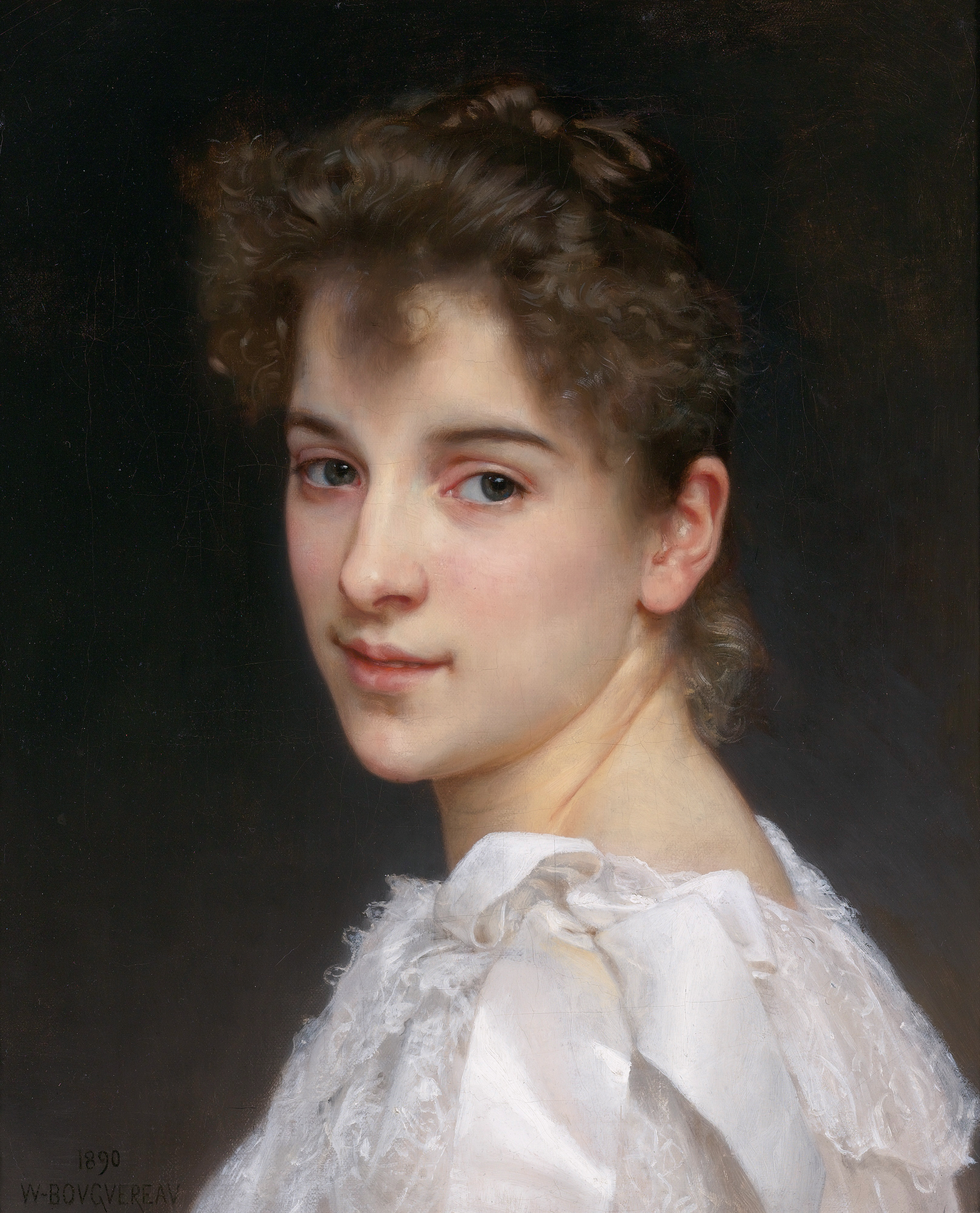
부그로가 그린 코트의 딸 가브리엘 코트의 초상화, 1890년, 국립서양미술관

코트은 에로주 베다리외에서 태어났으며, 파리로 가기 전에 툴루즈의 에콜 데 보자르에서 공부했다. 그는 레옹 코니에, 알렉상드르 카바넬 및 윌리암 아돌프 부그로 밑에서 그림을 배웠다. 그는 1863년 파리 살롱에서 성공적인 데뷔를 했고, 1870년대부터 그의 인기는 빠르게 높아졌다.
코트은 아카데믹 조각가 프랑시스크 조제프 뒤레와 뒤레와 함께 작업했던 부그로의 후원을 받았으며 뒤레의 딸인 쥘리에트 뒤레(Juliette Duret)와 결혼하였다. 부그로는 코트의 딸 가브리엘의 초상화를 그리기도 했다. 부그로는 가브리엘과 건축가 질린(Zilin)의 결혼을 축하하기 위해 코트의 가족과 함께 저녁 식사를 했으며 이 그림을 가브리엘의 할머니인 뒤레의 아내에게 선물로 주었다.
코트은 다양한 상과 메달을 수상했으며, 1874년에는 레지옹 도뇌르 슈발리에 훈장을 받았다.
그는 46세의 나이로 파리에서 사망했으며 페르 라셰즈 묘지에 안장되었다.

## 작품
그는 두 젊은 연인이 그네에 앉아 있는 모습을 그린 《봄》과 《폭풍》 등 오랫동안 인기를 끌었던 여러 작품을 만들었다. 현재 이 두 작품 모두 뉴욕의 메트로폴리탄 미술관에 전시되어 있다.

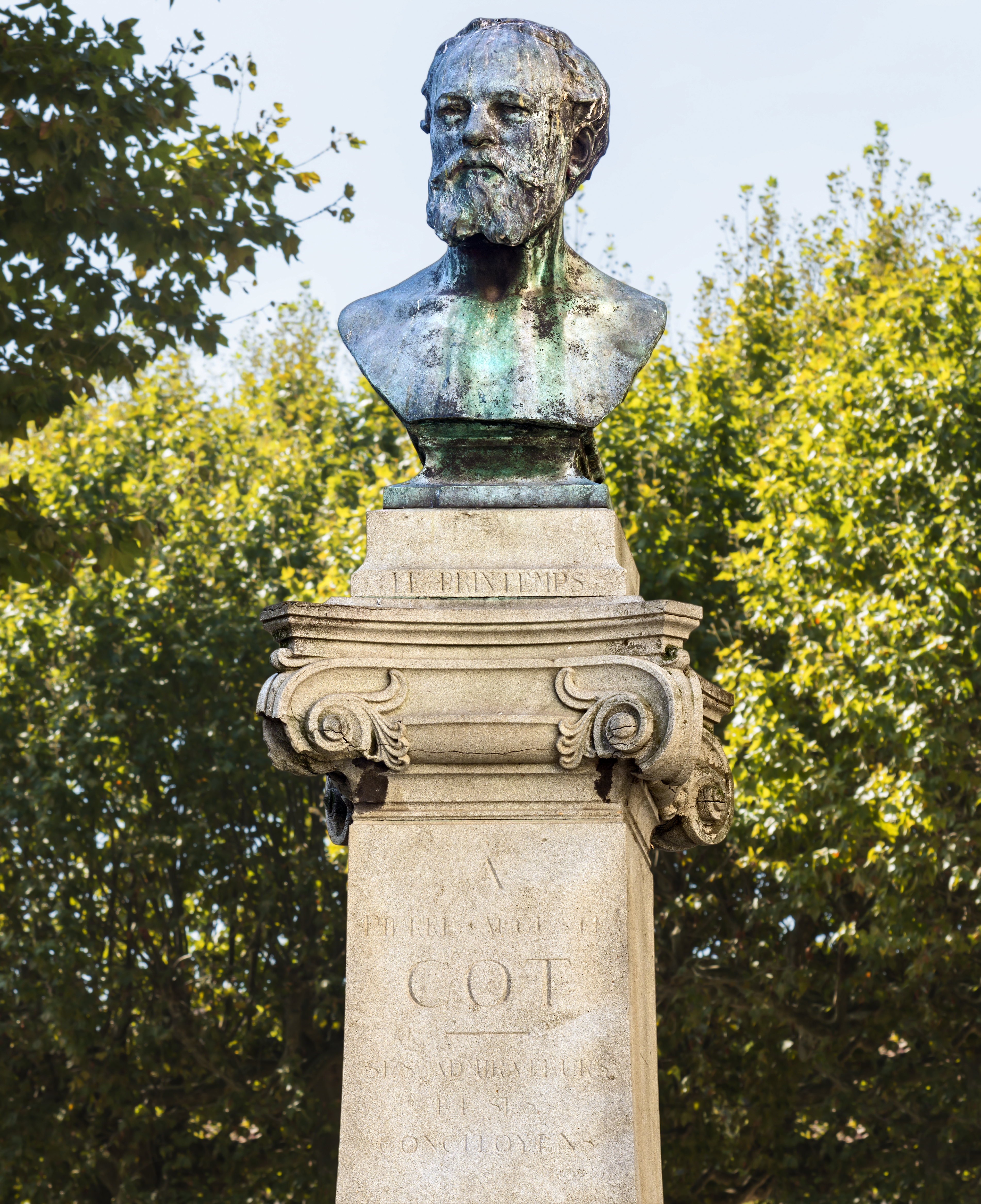
피에르 오귀스트 코트의 흉상, 1892년, 베다리외

사실 코트는 초상화를 주로 그렸으나 더욱 잘 알려진 작품은 《폭풍》과 같은 형상을 묘사한 일부 작품이다. 그가 46세의 나이로 사망한 직후(1883년 8월 2일), 코트을 기념하는 기념비 건립을 위한 기부가 이루어졌고, 이 기념비는 1892년 베다리외에 세워졌다.

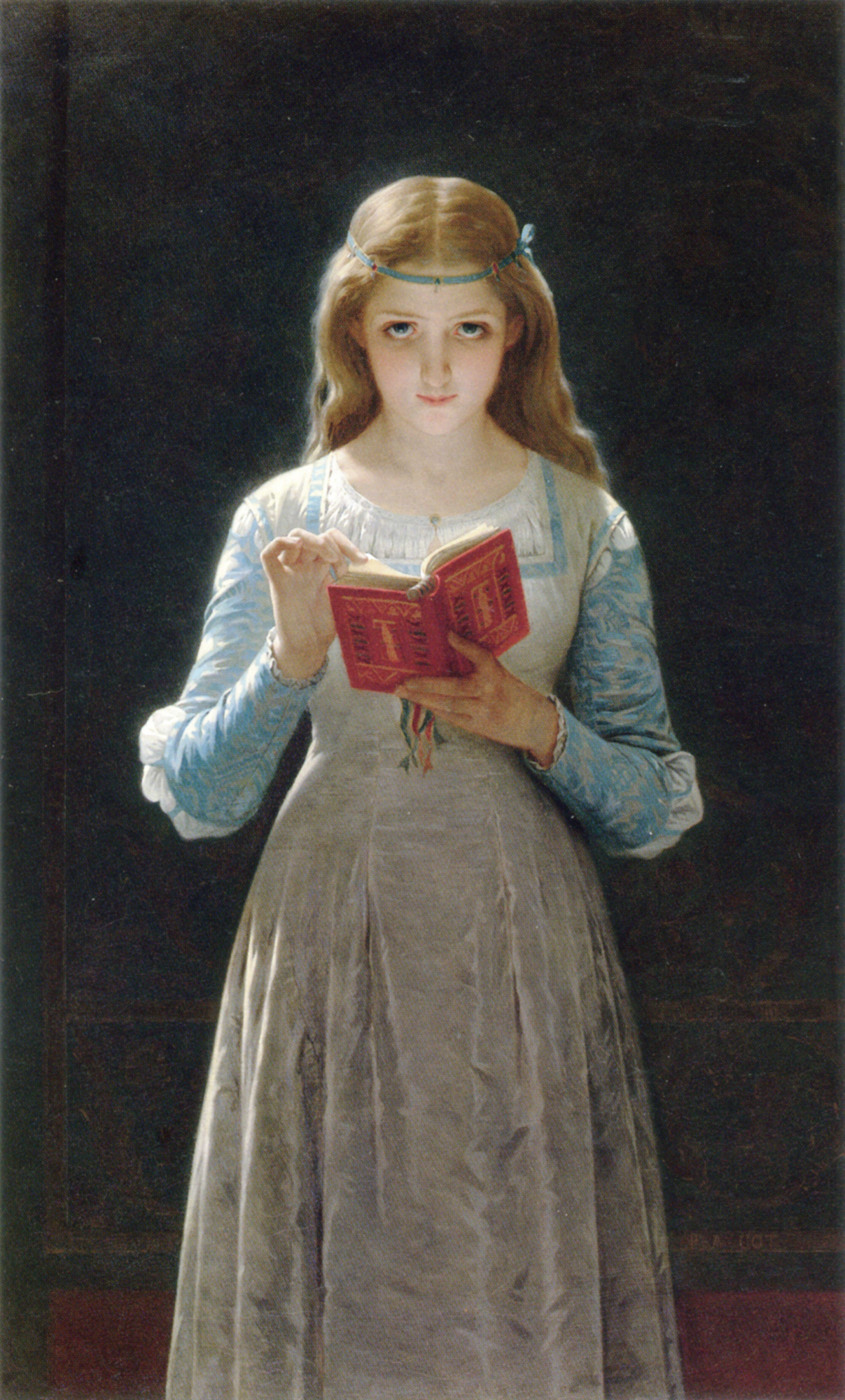
《오필리아》, 1870년
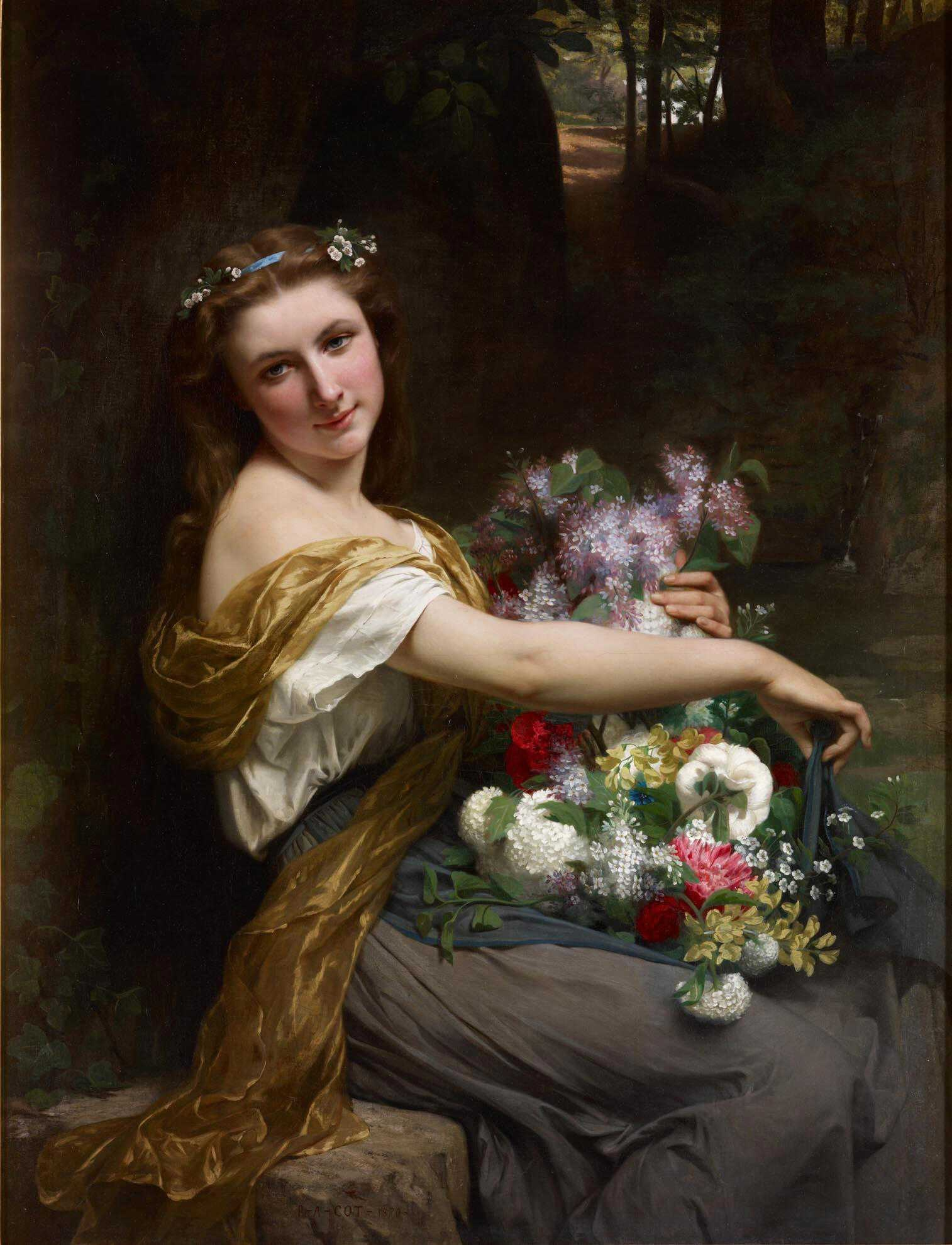
《디오니소스제》(《꽃을 든 소녀》), 1870년, 치메이 박물관
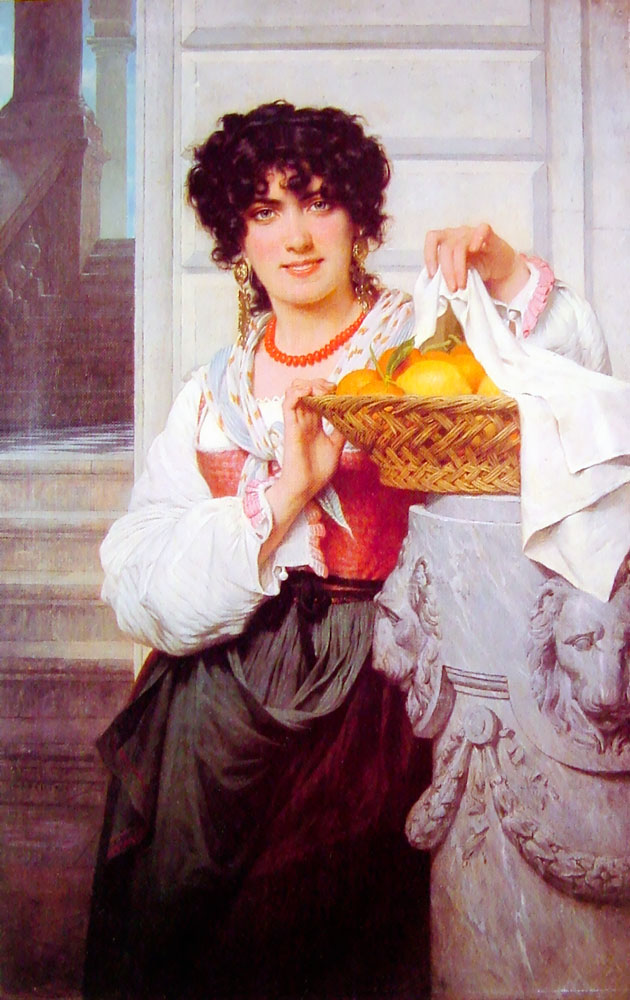
《오렌지와 레몬 바구니를 든 소녀》, 1871년
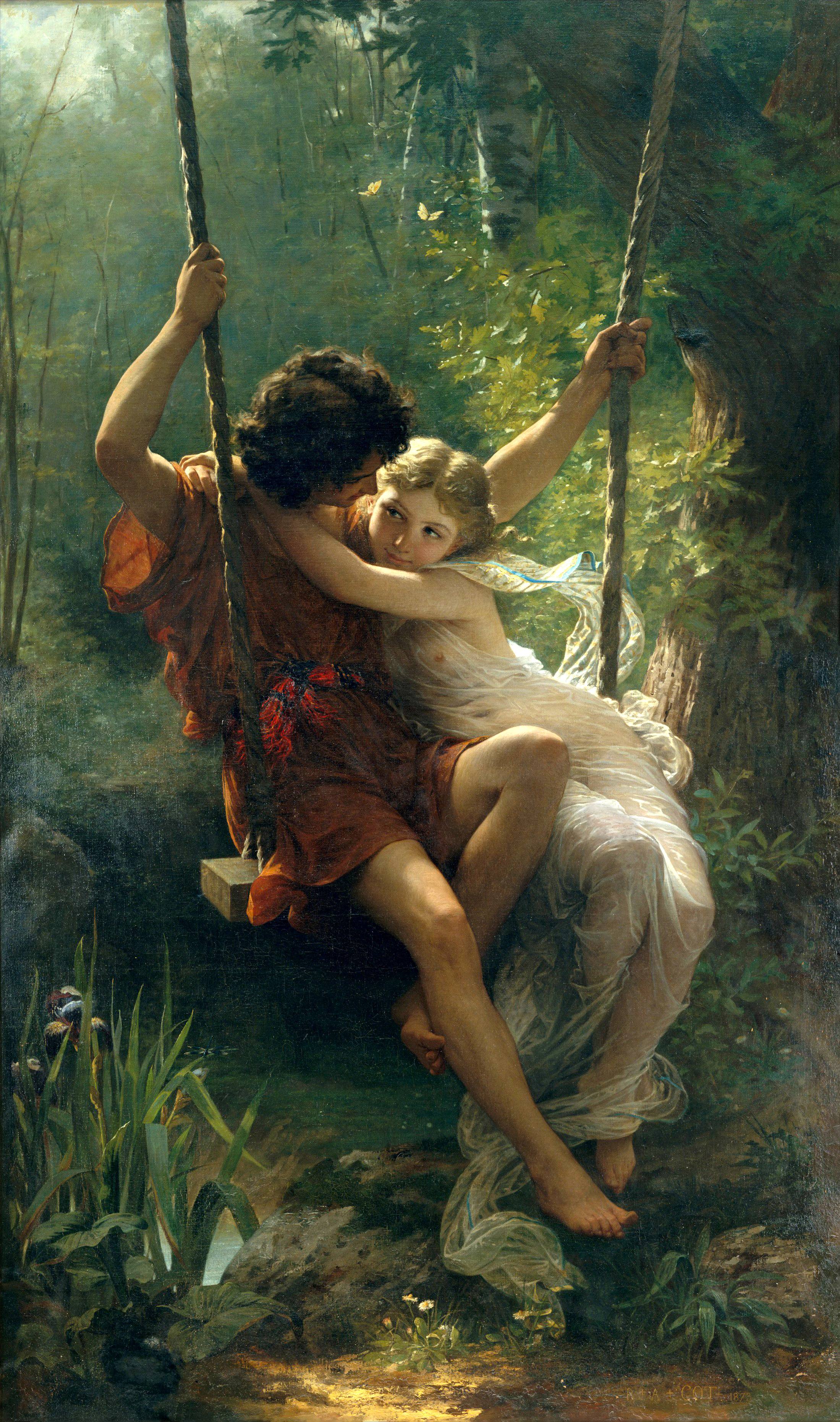
《봄》, 1873년, 메트로폴리탄 미술관
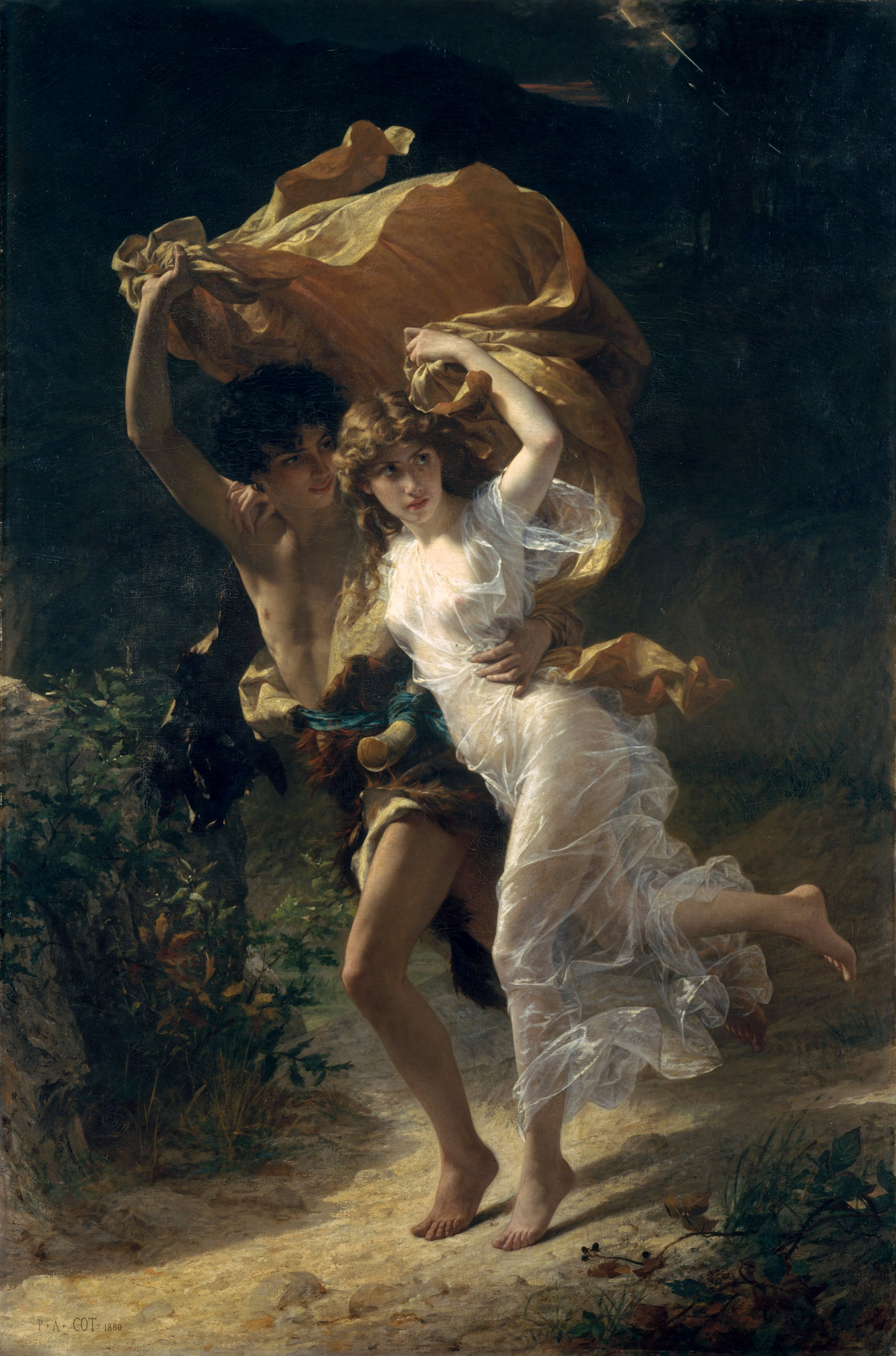
《폭풍》, 1880년, 메트로폴리탄 미술관
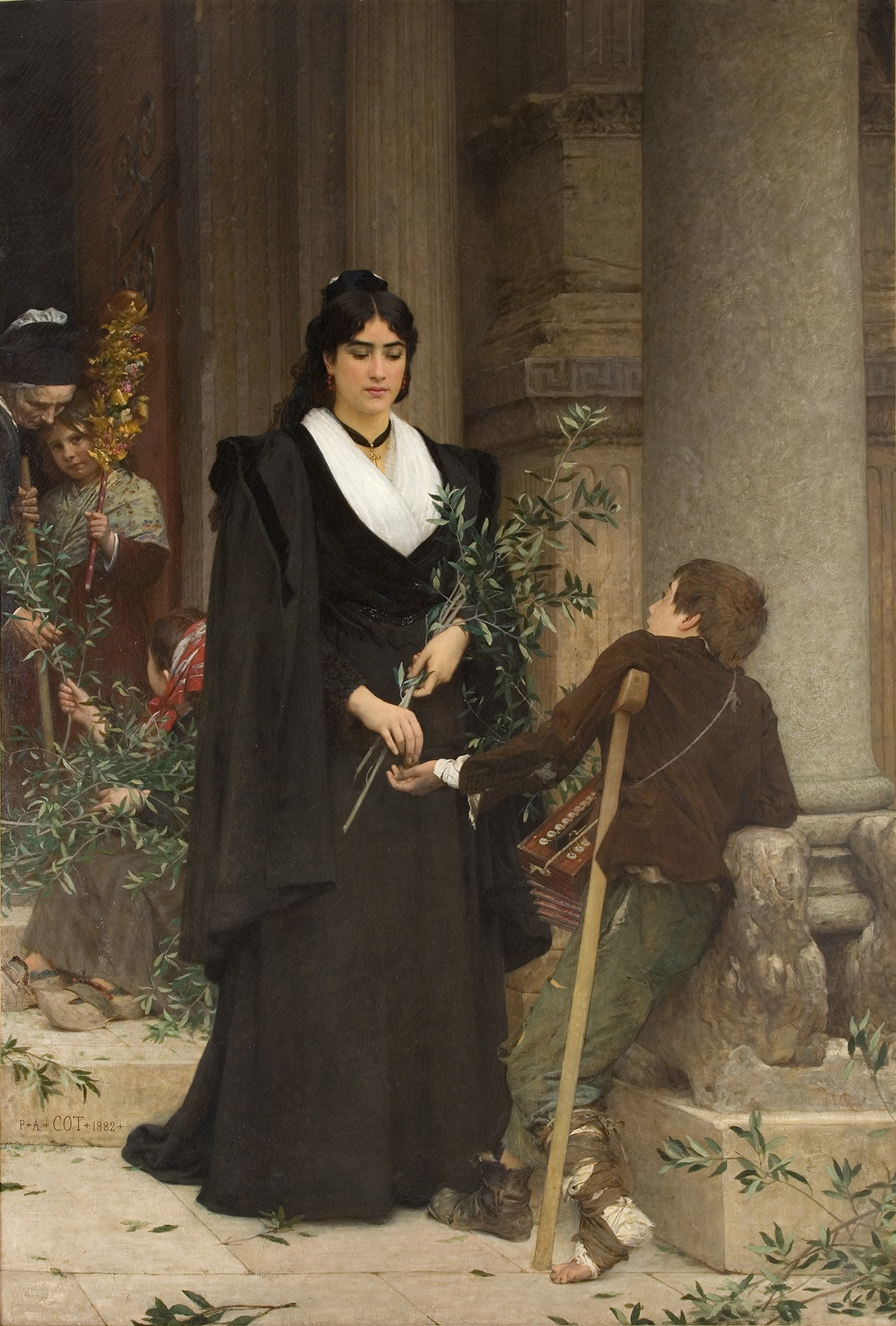
《성 트로핌 교회에서 보시를 베푸는 미레유》, 1882년, 파브르 미술관
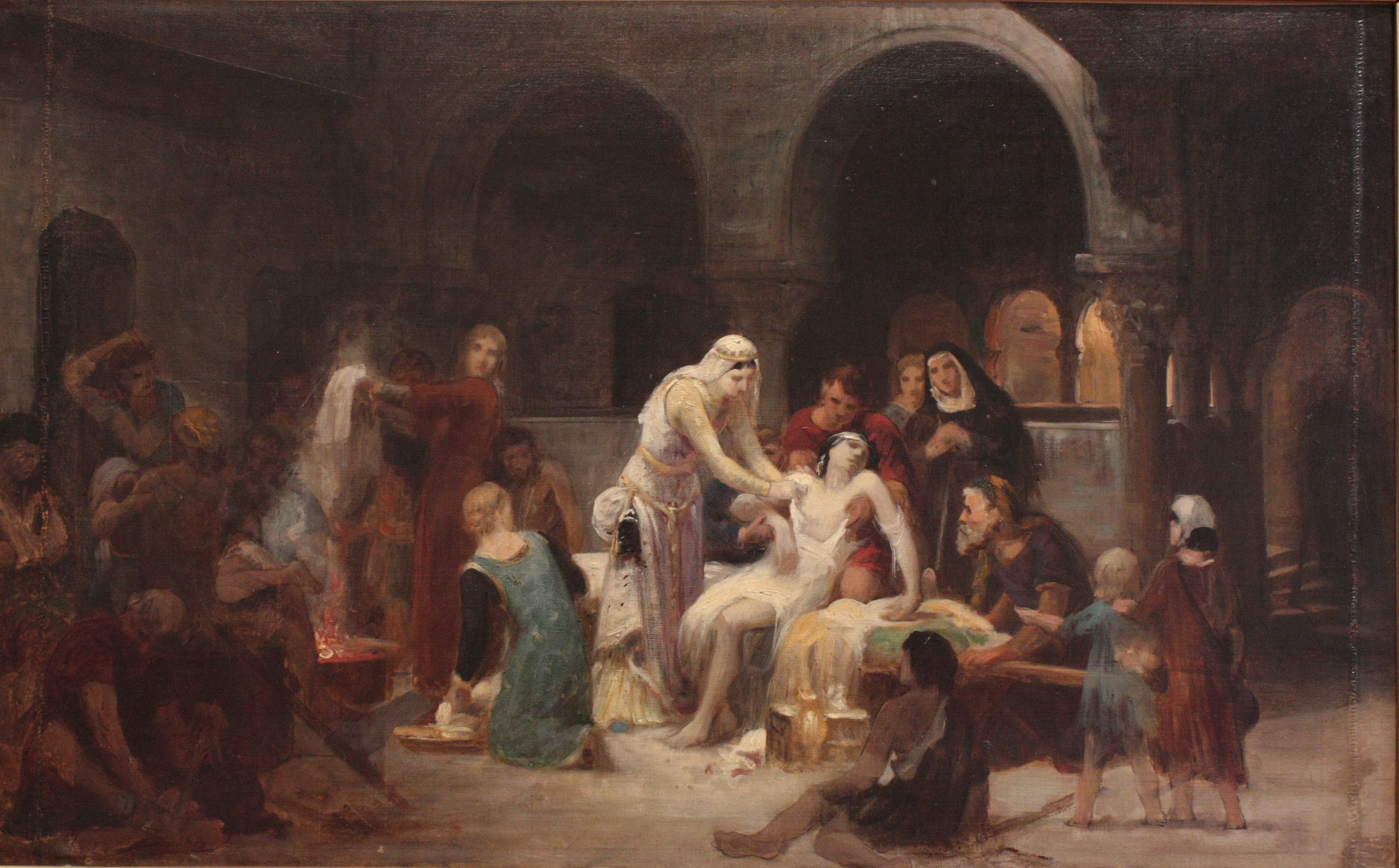
《병자를 치료하는 헝가리의 엘리자베트》, 1883년경